# Tigranakert (Artsakh)
Tigranakert (armeni: Արցախի Տիգրանակերտ armeni,Արցախի Տիգրանակերտ, Arts'akhi Tigranakert) és el nom d'una antiga ciutat armènia que data del període hel·lenístic. És una de les ciutats antigues de l'altiplà armeni que van portar el mateix nom, en honor del rei armeni Tigranes el Gran (r. 95–55 AC), encara que alguns erudits han apuntat que aquest Tigranakert en particular podria haver estat fundat pel pare de Tigranes el Gran, Tigranes I (r. 115–95 AC). Ocupa una extensió d'unes 50 hectàrees i es troba a la província de Martakert, a la República de Nagorno Karabakh, autoproclamada independent, i de iure a la localitat d'Aghdara a l'Azerbaidjan, uns quatre quilòmetres al sud del riu Khachenaget.

## Història
Els arqueòlegs daten la fundació de Tigranakert uns vuitanta anys abans de l'inici de nostra era, durant el regnat del rei Tigranes el Gran. Robert Hewsen ha posat en dubte l'atribució a Tigranes II, al no haver trobat encara inscripcions o monedes que ho justifiquin i tota la identificació s'ha basat en el nom local del lloc. Les ruïnes de la segona Tigranakert encara no s'han descobert, encara que es creu que pot estar situada en el districte de Gardman. Després del declivi de la ciutat en l'alta Edat Mitjana, es va mantenir el nom de "Tigranakert" en les formes locals de Tukrakert (Տըկրակերտ) i Turnakurt (Տըրնակուրտ).

## Excavacions
Les excavacions a Tigranakert van començar al març de 2005 i han continuat sota la direcció de Hamlet Petrosyan de l'Institut d'Arqueologia i Etnografia de l'Acadèmia Armènia de Ciències. Els arqueòlegs han tret a la llum dues de les muralles principals de la ciutat, així com torres d'estil hel·lènic i una església armènia d'entre els segles V i VII. El 2008, l'equip d'excavació va tenir problemes de finançament, encara que les autoritats de la República de Nagorno Karabakh han promès assignar-los 30 milions de drams perquè continuïn amb les seves recerques.
El juny de 2010 es va inaugurar a l'antiga ciutat d'Ağdam (avui en ruïnes) un museu dedicat a l'estudi i la preservació d'objectes extrets de les ruïnes de Tigranakert.

## Galeria

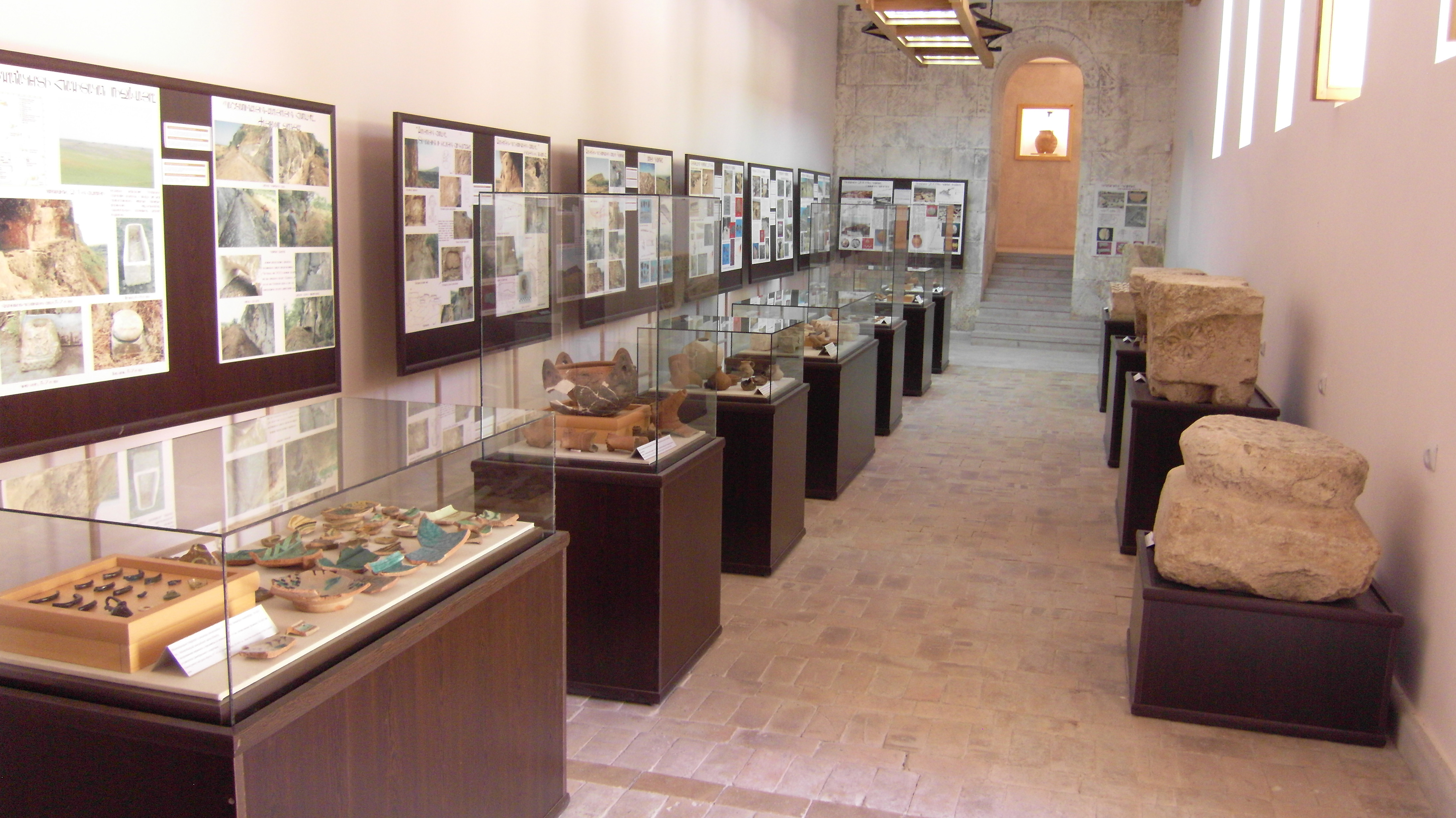
Museu sobre Tigranakert en Ağdam.
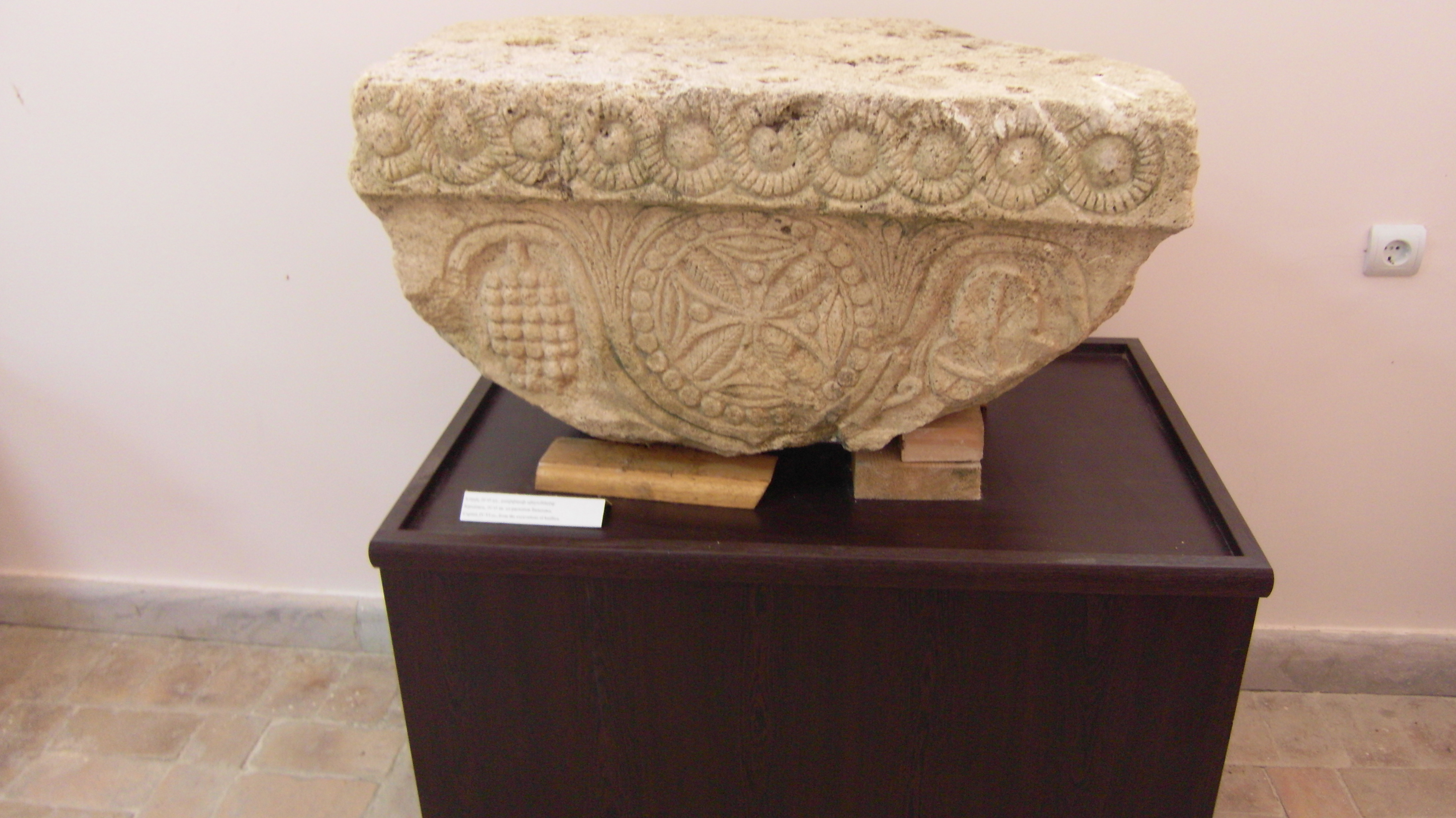
Resta de Tigranakert exhibit en el museu.
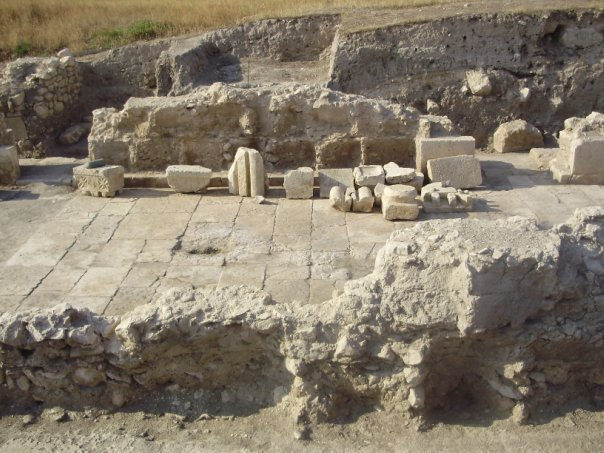
Vista de Tigranakert.
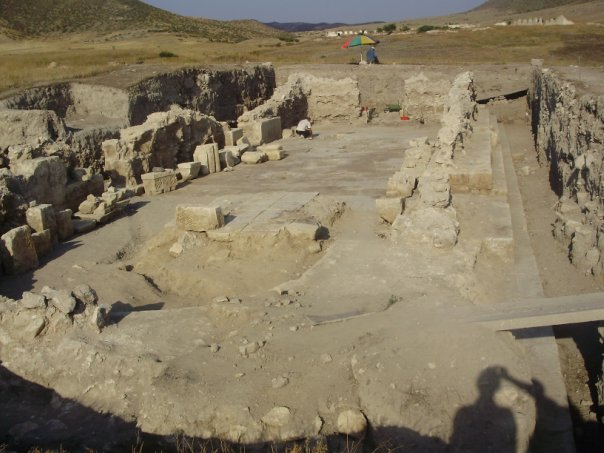
Vista de Tigranakert.